# Luba (Guiné Equatorial)
Luba é uma cidade da Guiné Equatorial, capital da província de Bioco Sul. É a segunda maior cidade da ilha de Bioco após Malabo com uma população de 6.800 habitantes (estimativa 2003). Fica situada na costa oeste a 52 km de Malabo entre picos vulcânicos, e possui um porto que serve a indústria madeireira.